# マサチューセッツ大学アマースト校
マサチューセッツ大学アマースト校（英語: The University of Massachusetts Amherst）は、マサチューセッツ州アマースト町に本部を置くアメリカ合衆国の州立大学。1863年創立、1947年大学設置。
5つの大学から構成されるマサチューセッツ大学システム（UMassシステム）の旗艦校であり、現在約90の学部と約65の大学院プログラムを提供している。マサチューセッツ大学アマースト本校は他のキャンパスに比べ入学資格が厳しく、比較的レベルも高い。
マサチューセッツ州にはハーバード大学やマサチューセッツ工科大学などの名門校があり、また本校が所在するアマースト町周辺にキャンパスを構えるアマースト大学、スミス大学、マウント・ホリヨーク大学など、近隣五大学からなるファイブカレッジ・コンソーシアム（英語サイト）のメンバーである。
Times Higher Education, World University Ranking 2022において世界第201-250位、QS World University Ranking では世界第246位である。 特に、コンピュータ科学、経営学、ナノテクノロジー、高分子科学などの分野では全米でも評価が高い。また、スポーツマネジメント学科は世界ランキングで1位を何度も獲得していることでも有名。

## 沿革
1863年にモリル・ランドグラント法の下、310エーカーの土地、4人の教授陣、4つの木造校舎と56人の学生から構成されたマサチューセッツ農科大学（Massachusetts Agricultural College。第3代学長に、日本においてクラーク博士として知られるウィリアム・スミス・クラークがいる）が前身である。
規模の拡大を受け1931年にマサチューセッツ州立大学（Massachusetts State College）となったのを経て、1947年にマサチューセッツ大学となる。その後も大学機関としての規模は拡大を続け、学生数は1954年に4,000人を突破、さらにベビーブームの影響を受けた1964年には10,500人を超える事となり、2007年までに約26,000人の学生を有するまで成長した。
1962年にウースター校、1964年にボストン校、1991年にローウェル校とダートマス校がそれぞれ開校され、5つのキャンパスからなるマサチューセッツ大学システムが整備される中、同校はアマースト校と呼称されるようになる。1974年に図書館ビルとしては世界第2の高さを持つW・E・B・デュボイス図書館（英語サイト）が立てられた。2003年、それまでその規模及び歴史的経緯からシステムの中核を担って来たアマースト校はマサチューセッツ州議会によりシステム内における本校の指定を受け、大学機関として更なる規模の拡大と質の向上を目指している。

## 課程

### 学部
以下の10の学部が合わせて90以上の学士課程、68の修士課程、50の博士課程を提供している。
- School of Education
- College of Engineering
- College of Humanities and Fine Arts
- Isenberg School of Management
- College of Natural Resources and the Environment
- College of Natural Sciences and Mathematics
- School of Nursing
- School of Public Health and Health Sciences
- College of Social and Behavioral Sciences
- Stockbridge School of Agriculture

### Commonwealth Honors College
Commonwealth Honors Collegeはアマースト校における優等課程であり、「新入生であれば高校卒業時に3.8以上のGPA」、「既に在校生であれば3.2以上の総合GPA」等の条件をクリアしている学生が所属する事を許可される。Commonwealth Honors Collegeに所属している学生は通常の履修科目に加えてさらに高度な内容の授業の提供を受ける事が出来る。

### その他のランキング
Times Higher Education World University Rankings ranks the university as the 64th best university in the world in its World University Rankings 2012. It also ranks the university as the 19th in the world for its reputation in Top Universities By Reputation 2011. UMass Amherst is ranked 26th among Engineering and Technology Universities. The University is ranked 48th in the world among Physical Sciences Universities. The University is further ranked 33rd in the world among Arts and Humanities Universities, 31st in the world among Pre-Clinical, Clinical and Health Universities[50] and 32nd in the world among Life Sciences Universities.
The undergraduate engineering program is ranked by U.S. News as tied for 56th in the country among schools whose highest degree is a doctorate, ranked higher than other area schools, such as, Tufts University, Wentworth Institute of Technology and Northeastern University.
The Isenberg School of Management is a highly regarded business school among public higher institutions in the Northeast. Their undergraduate business program is considered one of the best in the country.

## 出身者
- ラッセル・ハルス：ノーベル物理学賞受賞
- ウィリアム・ブルックス：アメリカの農学者
- ジャック・ウェルチ：ゼネラル・エレクトリック（GE）前CEO
- トーマス・メニーノ：ボストン市長
- リチャード・ギア：俳優（中退）
- ベン・チェリントン：ボストン・レッドソックスゼネラル・マネージャー
- ロン・ビローン：プロ野球選手
- グレッグ・ラロッカ：プロ野球選手
- ジュリアス・アービング：元バスケットボール選手
- ジェフ・リアドン：元メジャーリーグ投手
- ロクサン・モダフェリ：アメリカの総合格闘家
- 湯地定基：貴族院勅選議員。北海道にジャガイモを普及。
- 三島彌太郎：日本の銀行家
- 小塩和人：上智大学教授
- 梶山千里：前九州大学総長
- 苫米地英人：脳機能学者（交換留学）
- 倉戸ヨシヤ：大阪市立大学名誉教授、臨床心理学者
- 松本茂：立教大学経営学部国際経営学科教授
- 木内裕也：放送通訳者
- エドワード・ザルタ：アメリカの哲学者
- ジャッキー・マーチャンド：アメリカの脚本家

## 学生
2007年秋現在において学部生20,114人、大学院生5,759人の合計25,873人の学生を有している。
- 学部生内の人種内訳（2007年秋・留学生を除く）
  - 白人 81.9%
  - アジア系 8.5%
  - 黒人 4.6%
  - ヒスパニック 4.0%

留学生の割合は学部生において約1%、大学院生において約22%である。
2003年より入学への出願数は急増しており、それに伴い競争率も高くなってきている。2007年度秋セメスターの合格率は66%、SATの他に入学資格として高校のGPAは3.48以上と高かった。

## 教員
2007年秋現在において186人の非常勤講師を含め1,361人の教員を有する。
- 吉原直毅教授 - 経済学者、経済理論学会奨励賞

## 所在地
ボストン市より西へ約145km、ニューヨーク市より北東約280kmのマサチューセッツ州西部に位置している。

## アクセス
ボストンよりキャンパスまでは車で約2時間、途中乗り換えを含む高速バスで約4時間である。高速バスはキャンパス内まで乗り入れている。最寄空港は車で約40分の距離にあるブラッドレー国際空港。同空港とキャンパスを直接繋ぐ公共交通機関は存在しないが、私営のピックアップサービスを利用する事が出来る。またアマースト市のダウンタウンにアムトラックの停車駅があるが、ボストンに向かうにしてもニューヨークに向かうにしても高速バスより時間がかかるためにあまり利用されない。